# Pelle Forshed
Pelle Forshed, född 1974, är en svensk serietecknare och illustratör av barnböcker av bland andra Mats Wänblad samt tidskrifter, däribland Arbetaren, Bang och Svenska Dagbladet. Forshed är även medskapare till den tecknade serien Stockholmsnatt, med manus av Stefan Thungren.